# Mongiana
Mongiana är en ort och kommun i provinsen Vibo Valentia i regionen Kalabrien i Italien. Kommunen hade 709 invånare (2017).